# Anderson Pico
Pour les articles homonymes, voir Silveira et Ribeiro.
Anderson da Silveira Ribeiro, plus communément appelé Anderson Pico, est un footballeur brésilien né le 4 novembre 1988 à Porto Alegre. Il joue actuellement au poste de latéral gauche au Grêmio Esportivo Juventus.

## Palmarès
- Grêmio
  - Champion du Rio Grande do Sul en 2007